# Fushigi no Umi no Nadia
Fushigi no umi no Nadia (Japonês: ふしぎの海のナディア  Nádia e os Mistérios do Mar) é uma série de desenhos animados japoneses (anime) com 39 episódios realizada pela Gainax, com inspiração no romance Vinte Mil Léguas Submarinas, de Júlio Verne. O anime foi dirigido por Hideaki Anno e os personagens foram desenhados por Yoshyuki Sadamoto. Anno e Sadamoto, posteriormente fariam fama ainda maior ao criarem Neon Genesis Evangelion.
A série tem origem em um desenvolvimento de Hayao Miyazaki quando trabalhava na Toho nos anos 70, que nunca chegou a ser produzido. Alguns dos elementos da história original foram utilizados por Miyazaki em O Castelo no Céu e em Conan - O Rapaz do Futuro.

## Enredo
Situada em um universo alternativo de 1889, a série é centrada em Nadia, uma garota de 14 anos de pele negra de origem desconhecida, e Jean, um jovem e caloroso inventor francês. No início da história, os dois protagonistas são perseguidos por Grandis Granva, Sanson e Hanson, (grupo fortemente insipirado no time Esqueleto do anime infanto-juvenil dos anos 70 Time Bokan) um grupo de ladrões de joias que perseguem Nadia pelo pingente de joias azuis que ela possui chamado Água Azul. Após serem resgatados pelo Capitão Nemo e seu submarino, o Nautilus, os ladrões de joias e os jovens protagonistas unem forças e participam da luta contra as forças neoatlantes, que buscam dominar o mundo.
No processo, Nadia e Jean salvam o mundo do domínio violento das forças neo-atlantes lideradas por Gargoyle, exploram mistérios mundanos e os poderes da Água Azul, descobrem os laços familiares ocultos de Nadia e, finalmente, descobrem as origens secretas de Nadia.

## Produção
As origens desta série datam de meados da década de 1970, quando Hayao Miyazaki foi contratado pela Toho para desenvolver uma série de televisão. Um desses conceitos foi "Volta ao mundo em 80 dias pelo mar" (adaptado de Vinte mil léguas submarinas, de Júlio Verne), no qual duas crianças órfãs perseguidas por vilões se unem ao Capitão Nemo e ao Nautilus. Nunca foi produzido, mas Toho reteve os direitos do esboço da história, enquanto Miyazaki reutilizou elementos de seu conceito original em projetos posteriores como Mirai Shonen Conan e O Castelo no Céu.
O envolvimento inicial da Gainax com o projeto ocorreu durante uma luta interna pelo poder dentro da empresa. Durante uma apresentação com a NHK, o Grupo TAC solicitou designs e configurações de personagens. Hiroaki Inoue forneceu designs de personagens e storyboards para o campo que foram fornecidos por Yoshiyuki Sadamoto e Mahiro Maeda trabalhando em segredo. Após a conclusão do pitch, a NHK optou por prosseguir com a apresentação de Inoue para Nadia. No entanto, o custo estimado de produção do programa faria com que a Gainax perdesse dinheiro. Após uma reunião na NHK em que a equipe sênior da Gainax exigiu que Inoue fosse removido do projeto ou eles se retirariam, Inoue deixou a empresa. Sadamoto foi originalmente designado para ser o diretor, mas acabou desistindo, preferindo se concentrar no design e na animação. Hideaki Anno foi escolhido como seu substituto. A série contém referências e piadas internas a outros trabalhos de anime, incluindo Space Battleship Yamato, Macross e Time Bokan. Partes dos infames episódios da "ilha" da série foram animados na Coréia.

Ao final da série, a Gainax havia perdido ¥ 80 milhões no projeto e não tinha direitos sobre a série em si. No entanto, eles receberam direitos para produzir um videogame da série, o que estabeleceria ganhos recordes para a empresa. Durante a produção da série, a empresa também se envolveu em outras obras para compensar as perdas; no entanto, outras questões surgiram em torno desses projetos que destacaram vários problemas dentro da empresa.[8] O Grupo TAC posteriormente solicitou que a Gainax produzisse um filme de Nadia e forneceu um adiantamento de ¥ 50 milhões. Hideaki Anno foi convencido a dirigi-lo depois de inicialmente recusar o papel devido ao estresse de fazer a série, o que ocasionou na sua Depressão. O trabalho de produção inicial começou e incluiu designs de personagens de Sadamoto. No entanto, a empresa não conseguiu desenvolver o projeto e desistiu. O adiantamento original reduziu a perda da Gainax na série para ¥ 30 milhões, mas o adiantamento foi gasto na produção inicial, deixando a Gainax incapaz de reembolsá-lo até o sucesso de Neon Genesis Evangelion, no qual a Gainax devolveu o adiantamento ao Grupo TAC, menos alguns custos do envolvimento da Gainax em fornecer designs e imagens editadas da série.[9]

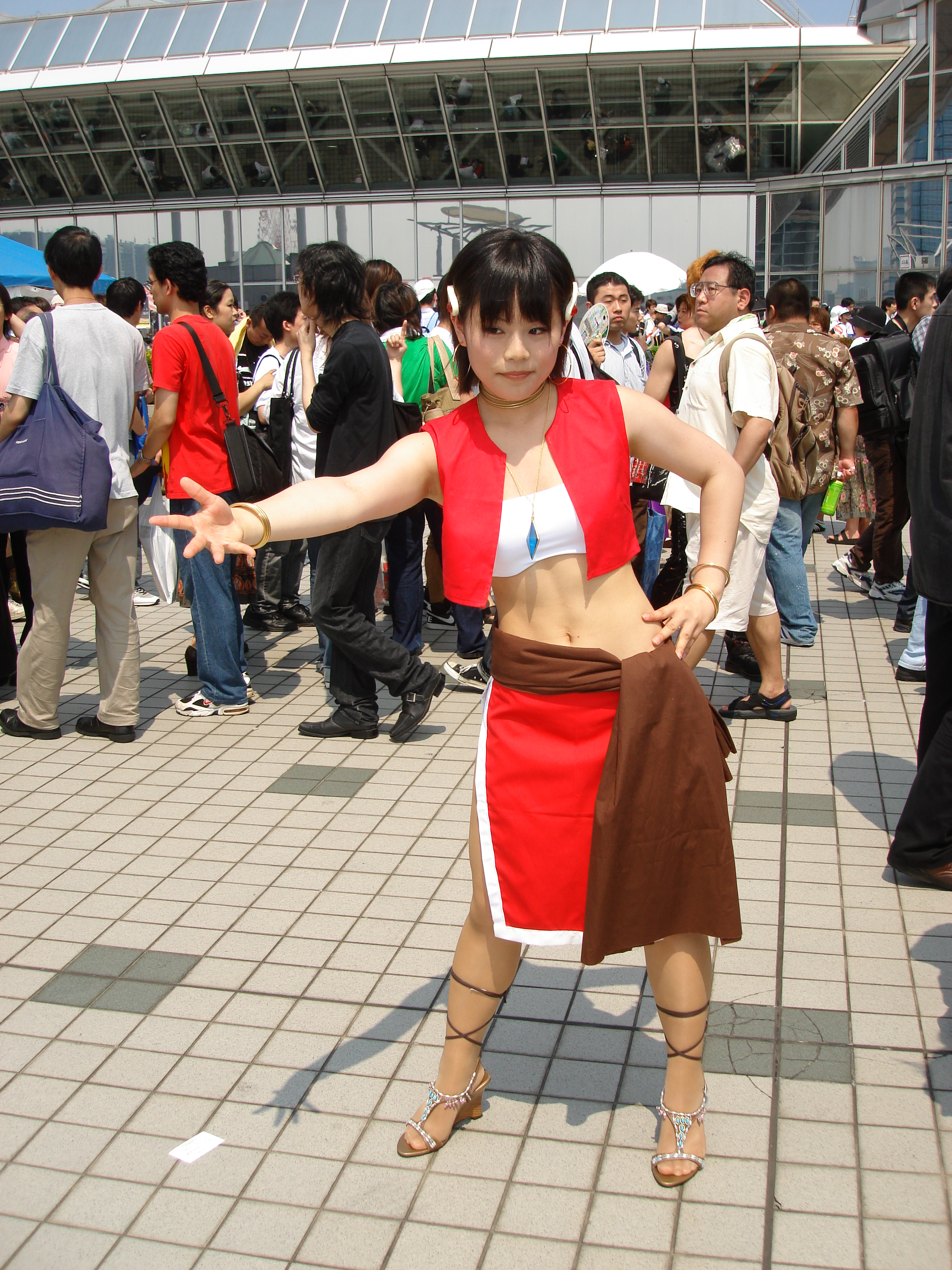
Cosplayer da Nadia na Comiket.

Evangelion em si foi originalmente planejado como uma sequência adicional de Nadia, sobre os 16 "Adams" que escaparam da destruição do Red Noah e causaram um evento cataclísmico conhecido como O Incidente de Evaporação do Mar Morto (死海蒸発事件, Shikai Jōhatsu Jiken), mas os roteiros de todos os 26 episódios planejados tiveram que ser completamente reescritos quando Gainax não conseguiu garantir os direitos de Nadia da NHK

## Recepção
A produção recebeu o prêmio de "melhor trabalho", entre outros, no Anime Grand Pix da Animage de 1991. Em 2001, estava listada entre as 100 melhores produções pela Animage. Em 2001, quando a Walt Disney lançou Atlantis: The Lost Empire, uma série de semelhanças com Nadia foi levantada por espectadores e pela mídia.